# Capital East Midlands
Capital East Midlands – brytyjska stacja radiowa nadająca w regionie East Midlands zarządzana przez Capital Radio Network.
Studio radia znajduje się w Nottingham. Stacja rozpoczęła nadawanie 3 stycznia 2011 roku w wyniku fuzji stacji radiowych Trent FM, Leicester Sound, Ram FM.